# 帕卢斯 (华盛顿州)
帕卢斯（英文：Palouse），是美国华盛顿州惠特曼县下属的一座城市。根据 2000年美国人口普查，该市有人口1,011人。根据2010年美国人口普查，该市有人口998人。而2011年估计该市有1,011人。